# Ladysmith Black Mambazo
Ladysmith Black Mambazo – południowoafrykański męski zespół wokalny założony przez Josepha Shabalalę w 1960 roku, śpiewający w stylu isicathamiya oraz mbube. Po wzięciu udziału w 1986 roku  – na zaproszenie Paula Simona – w nagraniu w Londynie albumu zatytułowanego Graceland zespół zyskał światowy rozgłos i w konsekwencji wyruszył w ogólnoświatowe trasy koncertowe, spędzając w nich odtąd większą część roku kalendarzowego. W 2008 roku zespół otrzymał z rąk prezydenta Kghalemy Molanthego Srebrny Order Ikhamangi za „umieszczenie na mapie świata południowoafrykańskiego życia kulturalnego poprzez wkład w dziedzinę rdzennej muzyki południowoafrykańskiej”.

## Nazwa zespołu
Pierwotnie zespół nazywał się Ezinyama (w języku zuluskim „Czarni”). Obecna nazwa została przyjęta w 1964 roku po zwycięstwach zespołu w konkursach isicathamiya w Durbanie oraz w Johannesburgu i nawiązuje do rodzinnej miejscowości założyciela (Ladysmith); (siły) czarnego wołu (ang. black ox) oraz (ostrości) siekiery (zul. imbazo). Przewaga muzyczna nad konkurencyjnymi zespołami była na tyle znaczna, że na początku lat 70. zespół dopuszczano tylko do występów pozakonkursowych.

## Skład zespołu
Początkowo zespół składał się głównie z krewnych – braci Shabalala i ich kuzynów Mazibuko; jednak kolejnymi członkami zespołu zostawały także osoby z nimi niespokrewnione.

## Dyskografia
Od debiutu płytowego w 1973 roku (Amabutho) zespół wydał łącznie ponad pięćdziesiąt albumów, większość w południowoafrykańskiej wytwórni płytowej Gallo.

## Nagrody
Zespół otrzymał m.in. pięciokrotnie nagrodę SAMA (South African Music Awards) oraz pięciokrotnie nagrodę Grammy.

## Odsyłacze zewnętrzne
- Oficjalna strona Ladysmith Black Mambazo (ang.)